# Dumitru-Lucian Lungoci
Dumitru-Lucian Lungoci (n. 18 februarie 1978, Seimeni, România) este un deputat român, ales în 2020 din partea PSD. 